# 버지니아 권리 장전
버지니아 권리 선언( - 權利宣言, 영어: Virginia Declaration of Rights) 또는 버지니아 권리 장전( - 權利章典, 영어: Virginia Bill of Rights)은 1776년에 초안을 잡은 영향력 있는 문서이며 ‘부당한’ 정부에 대한 반역의 권리를 포함한 인간에 내재하는 자연권을 선언한 것이다. 이 선언은 1776년 6월 12일 버지니아 의회에서 만장일치로 채택된 것이며, 6월 29일에 채택된 〈버지니아 헌법(Constitution of the Commonwealth of Virginia)〉과는 다른 기술이다. 이후 버지니아주 헌법 제1조로 편입되어 정리된 것이 버지니아 헌법에 들어가 있어 오늘날에도 법적으로 유효하다. 이 선언은 이후 많은 문서에 영향을 주었다. 예를 들어, 1776년 〈미국 독립 선언〉, 1789년 〈미국 권리 장전〉 및 1789년의 프랑스 혁명의 〈인간과 시민의 권리 선언〉을 들 수 있다.
버지니아 권리 장전은 당초 1776년 5월 20일 무렵부터 5월 26일 조지 매이슨이 기초하고, 이후 토마스 루드웰 리와 회의를 통해 정부를 만드는 권리를 가진 제 13절을 추가하여 수정되었다. 매이슨은 1689년 〈영국 권리 장전〉과 같은 이전에 있던 것으로 묘사된 시민의 권리에 따라 초안을 작성했고, 이 선언은 북아메리카 시민에게 처음으로 현대 헌법에서 개인의 권리를 보호한 것으로 생각된다. 영국 권리 장전에 씌여진 의회와 상원 의원과 같은 특권적 정치 계급이나 세습 직책 개념은 거부했다.
이 선언은 ‘정부의 근거와 근거로 ... 버지니아 시민에 부수하는’ 권리를 주제로 16개 조로 구성되어 있다. 생명, 자유 및 재산의 자연권에 대한 고유의 성질을 확인한 것 외에도, 시민에 대한 종으로 정부의 개념에 대해 설명하고 또한 정부의 권한에 대한 각종 규제를 열거하고 있다.